# Okręg wyborczy Glasgow Craigton
Okręg wyborczy Glasgow Craigton powstał w 1955 r. i wysyłał do brytyjskiej Izby Gmin jednego deputowanego. Okręg obejmował dzielnicę Craigton na południowo-zachodnich przedmieściach Glasgow. Został zlikwidowany w 1983 r.

## Deputowani do brytyjskiej Izby Gmin z okręgu Glasgow Craigton
- 1955–1959: Jack Browne, Partia Konserwatywna
- 1959–1983: Bruce Millan, Partia Pracy